# Alternative Airplay
Alternative Airplay (anteriormente llamada Alternative Songs, Hot Modern Rock Tracks y Modern Rock Tracks) es una lista musical de Estados Unidos que ha aparecido en la revista Billboard desde el 10 de septiembre de 1988. Esta lista las cuarenta canciones más reproducidas de las radios de «rock moderno», muchas de las cuales son rock alternativo. El conteo fue introducido como un complemento del conteo Mainstream Rock Tracks y su creación fue provocada por la difusión de música alternativa en la radio americana en los años 1980. Billboard le cambió el nombre a Alternative Songs el 20 de junio de 2009.
El conteo se basa solamente en las reproducción al aire, y es un complemente del conteo de Billboard Hot 100. Desde 2008, aproximadamente ochenta estaciones de radio son monitoreadas 24 horas al día, siete días a la semana por Nielsen Broadcast Data Systems. Las canciones son posicionadas a base de un cálculo entre las veces reproducidas al aire en esa semana, junto con la «impresión de la audiencia», que se basa exactamente en cuántas veces fue reproducida y en el número de personas que la sintonizan.
Durante los primeros años de la lista Modern Rock Tracks, figuraban en el conteo canciones que no recibían atención en otras radios que no eran estaciones de rock moderno. Esto incluía muchos artistas de música electrónica y post-punk. Gradualmente, cuando el rock alternativo se convirtió en el estilo dominante (particularmente encabezado por la explosión de grunge en los años 1990), los conteos Modern Rock Tracks y Mainstream Rock Tracks se convirtieron muy similares, ambos incluyendo muchas veces las mismas canciones. Actualmente, la lista Alternative Airplay favorece más a los artistas de rock alternativo e indie rock, mientras que Mainstream Rock Tracks favorece canciones de hard rock y heavy metal. El primer número uno en Alternative Airplay fue «Peek-a-Boo» de Siouxsie & the Banshees.

## Lista de logros
| Artistas con mayor números uno. - Red Hot Chili Peppers (13) - Green Day (12) - Linkin Park (11) - Twenty One Pilots (10) - Cage the Elephant (10) - Foo Fighters (10) - U2 (8) Artistas con más semanas acumuladas en el número uno. - Red Hot Chili Peppers (86) - Foo Fighters (82) - Twenty One Pilots (74) - Linkin Park (71) - Green Day (57) - Muse (46) | Artistas con más canciones en el top diez. - Red Hot Chili Peppers (25) - Foo Fighters (20) (empate) - Green Day (20) (empate) - U2 (20) (empate) - Pearl Jam (18) - The Smashing Pumpkins (17) (empate) - The Offspring (17) (empate) Canciones que debutaron en la primera posición. - «What's the Frequency, Kenneth?» de R.E.M. (1994) - «Dani California» de Red Hot Chili Peppers (2006) - «What I've Done» de Linkin Park (2007) - «Lost» de Linkin Park (2023) |

- El segundo álbum de Linkin Park, Meteora, generó la mayor cantidad de números uno en un solo álbum, con cinco.
- Californication de Red Hot Chili Peppers, y Meteora de Linkin Park, han generado la máxima cantidad de semanas número uno en un álbum, con un total de treinta cada uno.
- Dave Grohl ha encabezado la lista con un récord de cuatro bandas diferentes: Nirvana, Foo Fighters, Queens of the Stone Age, y Nine Inch Nails.
- La canción que ha tardado más tiempo para alcanzar el número uno en el Alternative Songs es "Out of My League", de Fitz and the Tantrums (33 semanas) en 2013, seguido de "Animal" de Neon Trees en 2010 y "Mountain At My Gates" de Foals en el año 2016 (ambos con 32 semanas), "1901" de Phoenix (31 semanas) en 2010,"Feel Good Drag" de Anberlin (29 semanas) en 2009, y "Wasteland" de 10 Years (27 semanas) en 2006.
- La banda que tiene más canciones en la lista sin un sencillo número uno es Korn, con 21.
- La banda con más canciones en la lista es U2 con 41, seguido de Pearl Jam con 39 y Red Hot Chili Peppers y Foo Fighters empatadas en tercer lugar con 31.
- Las siguientes canciones permanecieron más de 52 semanas en la lista:

"Monsters" por All Time Low con Blackbear (88 semanas)
"Broken" por Lovelytheband
"Savior" por Rise Against (65 semanas)
"First" por Cold War Kids (64 semanas)
"Trampoline" por Shaed (63 semanas)
"Do I Wanna Know?" por Arctic Monkeys (58 semanas)
"1901", de Phoenix (57 semanas)
"Wish I Knew You" de the Revivalists (56 semanas)
"Sit Next to Me" de Foster the People (55 semanas)
"Enemy" de Imagine Dragons con J.I.D (54 semanas)
"Uprising" de Muse (53 semanas)
"Feel It Still" de Portugal. The Man (53 semanas)
Las siguientes canciones permanecieron 52 semanas en la lista:
"The Kill" de Thirty Seconds to Mars
"Face Down" de The Red Jumpsuit Apparatus
"Paralyzer" de Finger Eleven
"Feel Good Drag" de Anberlin
"Animal" de Neon Trees
"Trojans" de Atlas Genius
"Radioactive" de Imagine Dragons
"Safe and Sound" de Capital Cities
"Sweater Weather" de The Neighbourhood
"Out of My League" de Fitz and The Tantrums
"Pompeii" de Bastille
"Dangerous" de Big Data con Joywave
"Stolen Dance" de Milky Chance
- Catorce canciones lanzadas por discográficas independiente han llegado al número uno: «Come Out and Play» de The Offspring, «What It's Like» de Everlast, «Panic Switch» de Silversun Pickups, «1901» de Phoenix, «Lay Me Down» de The Dirty Heads, «Little Lion Man» de Mumford & Sons, «The Sound of Winter» de Bush, "Ho Hey" de The Lumineers, "I Will Wait" de Mumford & Sons, "Do I Wanna Know?" por Arctic Monkeys, "Hollow Moon (Bad Wolf)" por AWOLNATION, "First" por Cold War Kids, "Ophelia" de The Lumineers y "Bored to Death" de Blink-182.
- A pesar de que el tema de Soundgarden "Black Hole Sun" no alcanzó el número uno en la lista, en el que sólo alcanzó el número dos el 2 de julio de 1994, en realidad se convirtió en el sencillo número 1 de fin de año de 1994 en el Modern Rock Tracks, la única canción de hacerlo sin ser jamás el número uno en las listas semanales.
- En agosto de 2013, Lorde se convirtió en la primera mujer en encabezar la lista de Alternative Songs desde Tracy Bonham en 1996 cuando su canción "Royals" alcanzó la cima de la tabla, en agosto de 2013, la segunda mujer a hacer lo mismo fue Elle King con su canción "Ex's And Oh's", que llegó a la cima de la lista, en septiembre de 2015. En septiembre de 2013, Lorde superó a Alanis Morissette para convertirse en la mujer con el sencillo de más larga duración en el número uno en la lista de Alternative Songs cuando "Royals" gastaron su sexta semana en el número uno.
- La canción que ha tardado más tiempo en llegar al número uno es , con un total de treinta y dos semanas.
- Jane's Addiction es la banda con más tiempo entre dos números uno (13 años), «Been Caught Stealing» en 1990 y «Just Beca
- Billie Eilish el 22 de febrero de 2020 se convirtió en la primera artista alternativa en tener top 10 simultáneas en la lista, Desde su primera aparición con «You Should See Me in a Crown» Todas las canciones de Billie Eilish que entraron a la lista fueron top 10 y de las cuales 3 en posición número 1. Todo esto a su corta edad de 18 años.
- Siete canciones lanzadas por discográficas independiente han llegado al número uno: «Come Out and Play» de The Offspring, «What It's Like» de Everlast, «Panic Switch» de Silversun Pickups, «1901» de Phoenix, «Lay Me Down» de The Dirty Heads, «Little Lion Man» de Mumford & Sons y «The Sound of Winter» de Bush.
- Treinta y cuatro canciones han logrado mantenerse diez o más semanas en el número uno. Estas son:

20 semanas
«Feel It Still» – Portugal. The Man (2017)
«One More Time» – Blink-182 (2023-2024)
19 semanas
«Madness» – Muse (2012-2013)
18 semanas
«The Pretender» – Foo Fighters (2007)
«Monsters» – All Time Low con Blackbear (2020-2021)
17 semanas
«Uprising» – Muse (2009-2010)
16 semanas
«Scar Tissue» – Red Hot Chili Peppers (1999)
«It's Been Awhile» – Staind (2001)
«Boulevard of Broken Dreams» – Green Day (2004-2005)
«High Hopes» – Panic! At the Disco (2018-2019)
15 semanas
«Sex and Candy» – Marcy Playground (1997-1998)
«What I've Done» – Linkin Park (2007)
14 semanas
«By the Way» – Red Hot Chili Peppers (2002)
«Dani California» – Red Hot Chili Peppers (2006)
13 semanas
«Otherside» – Red Hot Chili Peppers (2000)
«How You Remind Me» – Nickelback (2006)
«Rope» – Foo Fighters (2011)
«Radioactive» – Imagine Dragons (2013)
«Believer» – Imagine Dragons (2017)
12 semanas
«Hemorrhage (In My Hands)» – Fuel (2000-2001)
«Numb» – Linkin Park (2003)
«New Divide» – Linkin Park (2009)
«Somebody That I Used to Know» – Gotye (2012)
«Stressed Out» - Twenty One Pilots (2015-2016)
11 semanas
«My Own Worst Enemy» – Lit (1999)
«Kryptonite» – 3 Doors Down (2000)
«Pork and Beans» – Weezer (2008)
«You're Gonna Go Far, Kid» – The Offspring (2008)
«Lay Me Down» – The Dirty Heads (2010)
«Lonely Boy» – The Black Keys (2011-2012)
«Sweater Weather» — The Neighbourhood (2013)
«Fever» – The Black Keys (2014)
«Renegades» - X Ambassadors (2015)
«Heathens» – Twenty One Pilots (2016)
10 semanas
«Wonderwall» – Oasis (1995-1996)
«All My Life» – Foo Fighters (2002-2003)
«Tighten Up» – The Black Keys (2010-2011)
«Come a Little Closer» – Cage the Elephant (2013)
«Do I Wanna Know?» – Arctic Monkeys (2014)
«Stolen Dance» – Milky Chance (2014)